# Bărăștii Hațegului, Hunedoara
Bărăștii Hațegului este un sat în comuna Sântămăria-Orlea din județul Hunedoara, Transilvania, România.

## Imagine

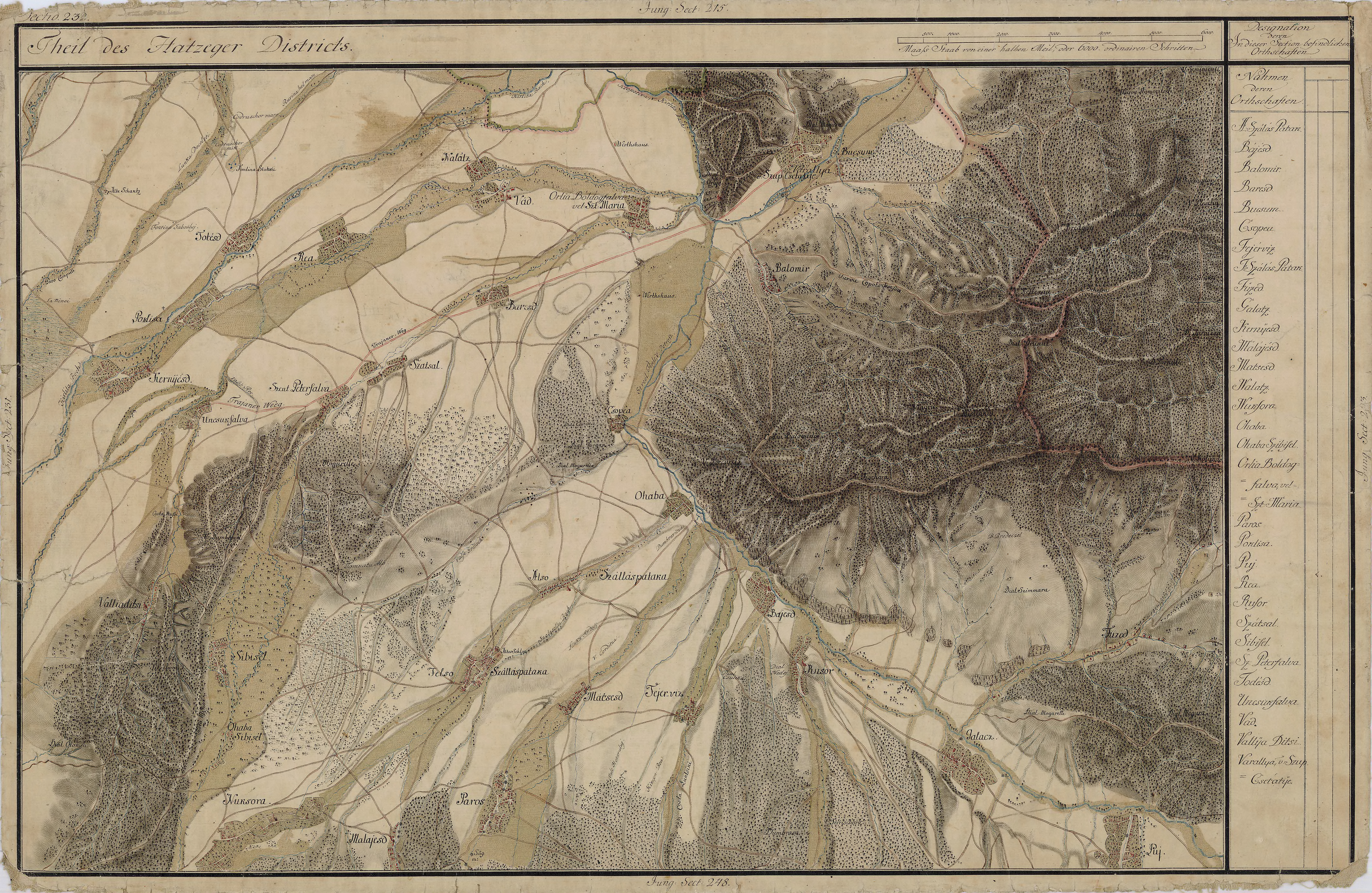
Bărăștii Hațegului în Harta Iosefină a Transilvaniei, 1769-1773